# 지토세촌 (사가현)
지토세촌(千歳村)은 일본 사가현 간자키군에 설치되었던 촌이다. 현재의 간자키시의 일부에 해당한다.